# Jesús Manuel Corona
Jesús Manuel Corona Ruíz (Hermosillo, 6 januari 1993) – alias Tecatito – is een Mexicaans voetballer die als aanvallende middenvelder of vleugelspeler speelt. Hij tekende in januari 2022 bij Sevilla, dat hem voor circa €3.000.000,- overnam van FC Porto. Corona debuteerde in 2014 in het Mexicaans voetbalelftal. Corona werd in augustus 2021 genaturaliseerd tot Portugees staatsburger, waardoor hij vrijuit voor iedere club in de Europese Unie kon spelen.

## Clubcarrière

### Monterrey
Corona's professionele voetbalcarrière begon bij Monterrey in zijn geboorteland Mexico. Hij maakte hiervoor op 10 augustus 2010 op zeventienjarige leeftijd zijn debuut in de Liga MX, in een wedstrijd tegen CF Atlante. In drie seizoenen speelde hij zevenendertig competitiewedstrijden, waarin hij twee keer scoorde. Tevens kwam hij uit in de CONCACAF Champions League en op de FIFA Club World Cup 2012. Zijn bijnaam 'El Tecatito' stamt uit de tijd dat hij voor Monterrey speelde. De hoofdsponsor van Monterrey was destijds het biermerk Tecate, dat niet blij was dat Corona de naam droeg van de grootste concurrent. Om deze reden werd voor hem de bijnaam 'El Tecatito' bedacht, wat letterlijk 'kleine Tecate' betekent. Met Monterrey won Corona in de seizoenen 2010/11, 2011/12 en 2012/13 de CONCACAF Champions League, de belangrijkste Noord-Amerikaanse clubcompetitie.

### FC Twente
Corona verruilde Monterrey op 26 augustus 2013 voor naar FC Twente. De transfer werd mede mogelijk gemaakt door externe geldschieters uit Mexico, die zeventig procent van de transferrechten in handen kregen. Op 30 maart 2016 werd bekend dat de handelswijze rond de aankoop zou worden onderzocht, naar aanleiding van een openbaar gemaakt document. Daaruit zou blijken dat het management van Corona invloed kon uitoefenen op het transferbeleid van FC Twente, wat volgens de FIFA niet is toegestaan. Op 26 september 2013 maakte hij in een bekerwedstrijd tegen sc Heerenveen zijn officiële debuut voor de club, waarin Corona in de 69e minuut inviel voor Dušan Tadić. Zijn competitiedebuut volgde op 29 september 2013, in een wedstrijd tegen FC Groningen, waarin hij als invaller met een stiftbal wist te scoren. Corona speelde tot en met augustus 2015 zesenveertig competitiewedstrijden voor FC Twente, waarin hij elf keer scoorde. Hij eindigde achtereenvolgens als derde en als tiende met de club. In de seizoenen 2013/14 en 2014/15 speelde Corona ook vijf wedstrijden in de Eerste divisie met Jong FC Twente, waarin hij tweemaal scoorde.

### FC Porto
Corona tekende in augustus 2015 een contract tot medio 2020 bij FC Porto, de nummer twee van Portugal in het voorgaande seizoen. Dat betaalde circa €10.500.000,- voor hem. Hiervan ging dertig procent naar FC Twente en de rest naar de externe geldschieters, die zijn komst naar Nederland mede hadden bekostigd.

### Sevilla
Op 13 januari 2022 tekende Corona een driejarig contract bij Sevilla.

## Clubstatistieken
| Seizoen | Club         | Competitie       | Competitie | Competitie | Beker | Beker | Internationaal | Internationaal | Overig | Overig | Totaal | Totaal |
| Seizoen | Club         | Competitie       | Wed.       | Dlp.       | Wed.  | Dlp.  | Wed.           | Dlp.           | Wed.   | Dlp.   | Wed.   | Dlp.   |
| ------- | ------------ | ---------------- | ---------- | ---------- | ----- | ----- | -------------- | -------------- | ------ | ------ | ------ | ------ |
| 2010/11 | Monterrey    | Primera División | 1          | 0          | 0     | 0     | 2              | 0              | 0      | 0      | 3      | 0      |
| 2011/12 | Monterrey    | Primera División | 10         | 1          | 0     | 0     | 3              | 1              | 0      | 0      | 13     | 2      |
| 2012/13 | Monterrey    | Primera División | 26         | 1          | 0     | 0     | 12             | 4              | 0      | 0      | 38     | 5      |
| 2013/14 | FC Twente    | Eredivisie       | 15         | 2          | 1     | 0     | 0              | 0              | 0      | 0      | 16     | 2      |
| 2014/15 | FC Twente    | Eredivisie       | 27         | 9          | 4     | 2     | 0              | 0              | 0      | 0      | 31     | 11     |
| 2015/16 | FC Twente    | Eredivisie       | 4          | 0          | 0     | 0     | 0              | 0              | 0      | 0      | 4      | 0      |
| 2015/16 | FC Porto     | Primeira Liga    | 28         | 8          | 3     | 0     | 4              | 0              | 0      | 0      | 35     | 8      |
| 2016/17 | FC Porto     | Primeira Liga    | 29         | 3          | 3     | 1     | 9              | 2              | 0      | 0      | 41     | 6      |
| 2017/18 | FC Porto     | Primeira Liga    | 27         | 3          | 6     | 0     | 8              | 0              | 0      | 0      | 41     | 3      |
| 2018/19 | FC Porto     | Primeira Liga    | 34         | 3          | 10    | 0     | 8              | 3              | 1      | 1      | 53     | 7      |
| 2019/20 | FC Porto     | Primeira Liga    | 33         | 4          | 8     | 0     | 9              | 0              | 0      | 0      | 50     | 4      |
| 2020/21 | FC Porto     | Primeira Liga    | 30         | 2          | 8     | 1     | 10             | 0              | 0      | 0      | 48     | 3      |
| 2021/22 | FC Porto     | Primeira Liga    | 11         | 0          | 2     | 0     | 4              | 0              | 0      | 0      | 17     | 0      |
| 2021/22 | Sevilla      | Primera División | 18         | 2          | 1     | 0     | 3              | 0              | 0      | 0      | 22     | 2      |
| 2022/23 | Sevilla      | Primera División | 4          | 1          | 0     | 0     | 0              | 0              | 0      | 0      | 4      | 1      |
| 2023/24 | Sevilla      | Primera División | 2          | 0          | 0     | 0     | 0              | 0              | 0      | 0      | 2      | 0      |
| 2023/24 | CF Monterrey | Primera División | 0          | 0          | 0     | 0     | 0              | 0              | 0      | 0      | 0      | 0      |
| Totaal  | Totaal       | Totaal           | 299        | 39         | 46    | 4     | 72             | 10             | 1      | 1      | 427    | 54     |

Bijgewerkt op 2 september 2023.

## Interlandcarrière
Bondscoach Miguel Herrera riep Corona in oktober 2014 voor het eerst op voor het Mexicaans voetbalelftal . Hiervoor maakte hij op 12 november 2014 zijn debuut, tegen het Nederlands voetbalelftal, dat vijf maanden daarvoor Mexico uitschakelde op het wereldkampioenschap van 2014. Hij verving tijdens deze wedstrijd in de 61e minuut Miguel Ángel Herrera. Mexico won met 2–3.
Herrera nam Corona in mei 2015 op in de selectie voor de Copa América van 2015. Op 30 mei 2015, tijdens een oefeninterland tegen Guatemala (3–0 winst), maakte Corona op aangeven van Raul Jiménez zijn eerste interlanddoelpunt. Mexico kwam tijdens de Copa América niet door de poulefase. Vijf dagen na afloop van het toernooi speelden de Mexicanen hun eerste wedstrijd op de CONCACAF Gold Cup van 2015. Herrera ging hierheen met een anders samengestelde selectie, waar Corona eveneens deel van uitmaakte. Mexico won het toernooi door op 26 juli 2015 de finale met 1–3 te winnen van Jamaica. Corona was de maker van het tweede doelpunt. Na afloop van het toernooi kreeg hij van de CONCACAF de titel voor beste jonge speler van het toernooi.
| Interlands van Jesús Manuel Corona voor Mexico | Interlands van Jesús Manuel Corona voor Mexico | Interlands van Jesús Manuel Corona voor Mexico | Interlands van Jesús Manuel Corona voor Mexico | Interlands van Jesús Manuel Corona voor Mexico | Interlands van Jesús Manuel Corona voor Mexico |
| №                                              | Datum                                          | Wedstrijd                                      | Uitslag                                        | Competitie                                     | Goals                                          |
| ---------------------------------------------- | ---------------------------------------------- | ---------------------------------------------- | ---------------------------------------------- | ---------------------------------------------- | ---------------------------------------------- |
| 1                                              | 12 Nov 2014                                    | Nederland – Mexico                             | 2–3                                            | Vriendschappelijk                              |                                                |
| 2                                              | 18 Nov 2014                                    | Wit-Rusland – Mexico                           | 3–2                                            | Vriendschappelijk                              |                                                |
| 3                                              | 30 May 2015                                    | Mexico – Guatemala                             | 3–0                                            | Vriendschappelijk                              | Goal                                           |
| 4                                              | 03 Jun 2015                                    | Peru – Mexico                                  | 1–1                                            | Vriendschappelijk                              |                                                |
| 5                                              | 07 Jun 2015                                    | Brazilië – Mexico                              | 2–0                                            | Vriendschappelijk                              |                                                |
| 6                                              | 12 Jun 2015                                    | Mexico – Colombia                              | 0–0                                            | Copa América                                   |                                                |
| 7                                              | 15 Jun 2015                                    | Chili – Mexico                                 | 3–3                                            | Copa América                                   |                                                |
| 8                                              | 19 Jun 2015                                    | Mexico – Ecuador                               | 1–2                                            | Copa América                                   |                                                |
| 9                                              | 01 Jul 2015                                    | Honduras – Mexico                              | 0–0                                            | Vriendschappelijk                              |                                                |
| 10                                             | 09 Jul 2015                                    | Mexico – Cuba                                  | 6–0                                            | CONCACAF Gold Cup                              |                                                |
| 11                                             | 15 Jul 2015                                    | Mexico – Trinidad en Tobago                    | 4–4                                            | CONCACAF Gold Cup                              |                                                |
| 12                                             | 19 Jul 2015                                    | Mexico – Costa Rica                            | 1–0                                            | CONCACAF Gold Cup                              |                                                |
| 13                                             | 22 Jul 2015                                    | Panama – Mexico                                | 1–2                                            | CONCACAF Gold Cup                              |                                                |
| 14                                             | 26 Jul 2015                                    | Jamaica – Mexico                               | 1–3                                            | CONCACAF Gold Cup                              | Goal                                           |
| 15                                             | 10 Oct 2015                                    | Verenigde Staten – Mexico                      | 2–3                                            | Play-off ConfedCup                             |                                                |
| 16                                             | 13 Oct 2015                                    | Mexico – Panama                                | 1–0                                            | Vriendschappelijk                              |                                                |
| 17                                             | 13 Nov 2015                                    | Mexico – El Salvador                           | 3–0                                            | WK-kwalificatie                                |                                                |
| 18                                             | 17 Nov 2015                                    | Honduras – Mexico                              | 0–2                                            | WK-kwalificatie                                | Goal                                           |
| 19                                             | 25 Mar 2016                                    | Canada – Mexico                                | 0–3                                            | WK-kwalificatie                                | Goal                                           |
| 20                                             | 29 Mar 2016                                    | Mexico – Canada                                | 2–0                                            | WK-kwalificatie                                | Goal                                           |
| 21                                             | 01 Jun 2016                                    | Mexico – Chili                                 | 1–0                                            | Vriendschappelijk                              |                                                |
| 22                                             | 05 Jun 2016                                    | Mexico – Uruguay                               | 3–1                                            | Copa América                                   |                                                |
| 23                                             | 09 Jun 2016                                    | Mexico – Jamaica                               | 2–0                                            | Copa América                                   |                                                |
| 24                                             | 13 Jun 2016                                    | Venezuela – Mexico                             | 1–1                                            | Copa América                                   | Goal                                           |
| 25                                             | 18 Jun 2016                                    | Mexico – Chili                                 | 0–7                                            | Copa América                                   |                                                |
| 26                                             | 12 Nov 2016                                    | Verenigde Staten – Mexico                      | 1–2                                            | WK-kwalificatie                                |                                                |

## Erelijst
Monterrey
- Liga MX: Apertura 2010
- CONCACAF Champions League: 2010/11, 2011/12, 2012/13

 FC Porto
- Primeira Liga: 2017/18, 2019/20
- Taça de Portugal: 2019/20
- Supertaça Cândido de Oliveira: 2018, 2020

 Sevilla
- UEFA–CONMEBOL Club Challenge: 2023
- UEFA Europa League: 2022/23

 Mexico onder 20
- Milk Cup: 2012
- CONCACAF Under-20 Championship: 2013

 Mexico
- CONCACAF Gold Cup: 2015
- CONCACAF Cup: 2015

Individueel
- Milk Cup Beste Speler: 2012
- CONCACAF Gold Cup Beste Jonge Speler: 2015
- CONCACAF Best XI: 2015
- CONCACAF Doelpunt van het Jaar: 2016
- Primeira Liga Doelpunt van de Maand: januari 2020
- Primeira Liga Speler van het Jaar: 2019/20
- Primeira Liga Team van het Jaar: 2019/20
- FC Porto Speler van het Jaar: 2019/20